# 152
El 152, conegut al calendari romà oficial com a 905 Ab urbe condita, fou un any de l'edat antiga iniciat en divendres.

## Esdeveniments
- Alexandria: Celadió succeeix Marc II com a patriarca de la ciutat.

### Imperi Romà
- Alçaments menors esdevenen a Mauritània contra el govern romà i hi va la Legió VI Ferrata.[1]
- Mani Acili Glabrió Gneu i Marc Valeri Homul·le són cònsols.

## Naixements
- Bao Xin

## Necrològiques
- Alexandria: Marc II, patriarca de la ciutat.